# إدوارد فويار
جان إدوارد فويار (بالفرنسية: Jean Edouard Vuillard)؛ (11 نوفمبر 1868 - 21 يونيو 1940)، رسام وفنان زخرفي وعامل مطبعة فنية فرنسي.

## حياته
ولد إدوارد فويار في بلدة كويسون، بإقليم سون ولوار الواقع في وسط شرق فرنسا، وهو ابن ضابط متقاعد من الجيش. عام 1877، انتقلت عائلته إلى باريس، ثم عام 1886، التحق فويار بالمدرسة الوطنية للفنون الجميلة بباريس، ثم انتقل عقب ذلك إلى أكاديمية جوليان، وهي مدرسة فنية خاصة تقع في باريس أيضا، أين التقى بونارد وغيره من الرسامين.
من عام 1891 حتى عام 1900، كان عضوا بارزا في «لي نابي» (وهي مجموعة من الفنانين والرسامين الذين انتقلوا بالمدرسة الإنطباعية إلى مدرسة الفن التجريدي)، حيث قام ضمن هذه المجموعة برسم العديد من اللوحات الفنية، التي مزجت بين درجات مختلف من الألوان النقية أو الخام، مع المشاهد الداخلية، متأثرا بالطباعة الفنية اليابانية، التي يتم فيها خلط ومزج موضوع اللوحة مع ألوانٍ وأنماطٍ مختلفة. كان إدوارد فويار فنانا زخرفيا أيضا، ورسم مجموعات عديدة من النماذج الركحية المسرحية، وألواحا للزينة الداخلية، كما أنه قام بالرسم والزخرفة على الصحون وتصميم الزجاج المعشق. بعد عام 1900، وبُعَيْد انفصال مجموعة «لي نابي»، اعتمد أسلوبا أكثر واقعية، حيث أنه بدأ برسم المناظر الطبيعية و«البوتريهات» الداخلية للمنازل (وهو نوع من الرسومات التي ظهرت في بداية القرن السابع عشر، ثم ازدهرت في النصف الثاني من القرن التاسع عشر)، باستعمال تفاصيل دقيقة وألوان حية ومشرقة. خلال فترة العشرينات والثلاثينات، رسم صور بورتريه لشخصيات فرنسية بارزة في مجال الصناعة صوَّرت بدقة محيطهم.